# Representatieve lijst van het immaterieel cultureel erfgoed van de mensheid

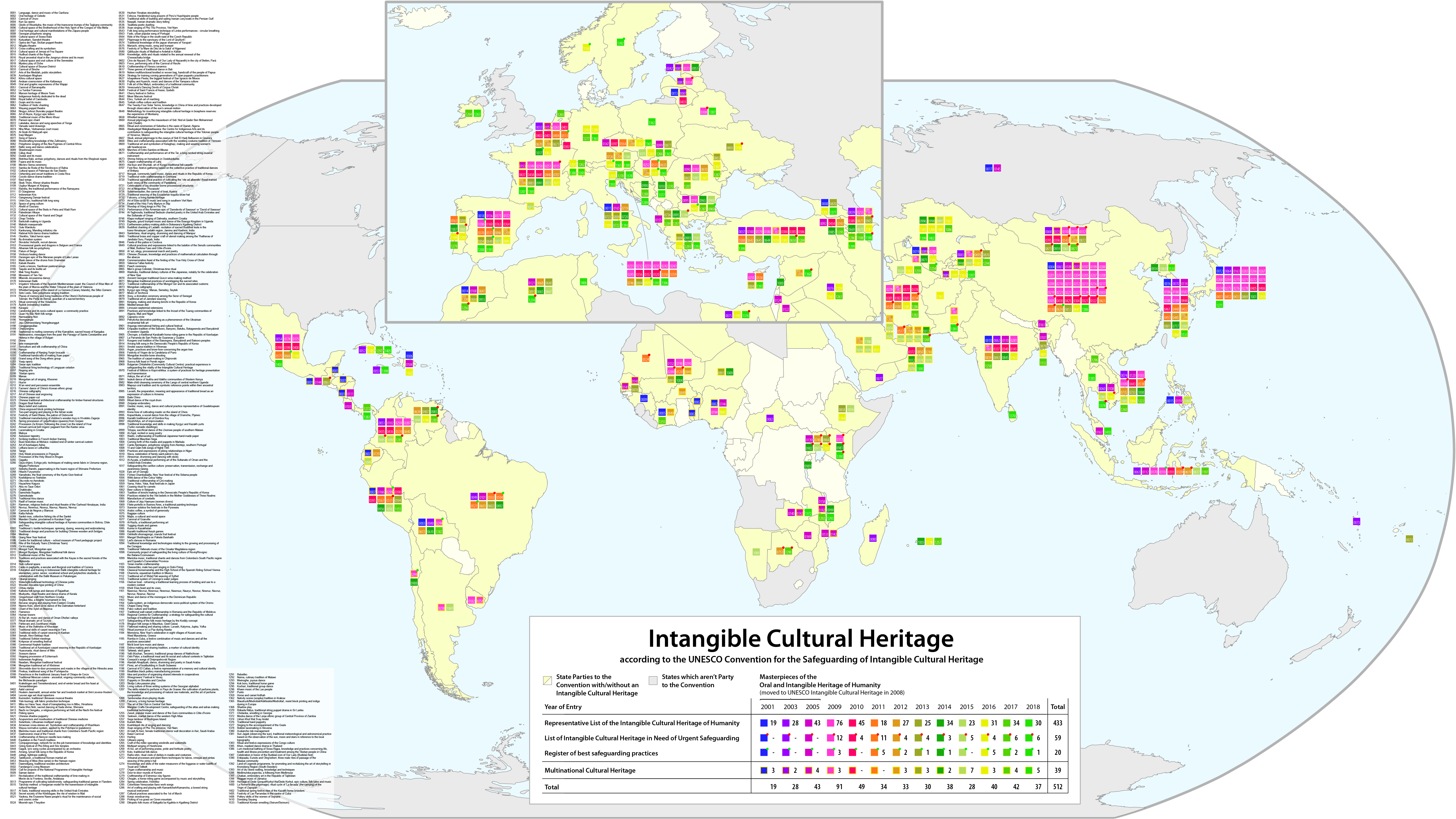
Verdeling van immaterieel erfgoed naar landen

De representatieve lijst van het immaterieel cultureel erfgoed van de mensheid is een door UNESCO samengestelde lijst van immaterieel cultureel erfgoed. De lijst vloeit voort uit het Verdrag ter bescherming van het immaterieel cultureel erfgoed.

## Geschiedenis
Het immateriële erfgoed werd door UNESCO tot 2008 opgenomen in de lijst van Meesterwerken van het Orale en Immateriële Erfgoed van de Mensheid. De eerste 19 meesterwerken werden in 2001 opgenomen; in 2003 werden 28 meesterwerken toegevoegd en in 2005 werd de lijst nogmaals ruim uitgebreid. In 2009 werd de lijst uitgebreid met een zestigtal tradities. Anno 2013 omvatte de Unesco-lijst van het immateriële erfgoed in totaal 192 nieuwe inschrijvingen naast de 90 opgenomen meesterwerken.

## Categorieën
Elk werk is ingedeeld in ten minste een van de volgende categorieën:
- orale tradities (mondelinge overlevering), uitdrukking en taal
- podiumkunsten (uitvoerende kunsten en voorstellingen)
- sociale gewoonten, rituelen en feestelijkheden (of festivals)
- traditionele kennis over de natuur en de wereld
- ambachten

## Erfgoed
| Meesterwerk                                                              | Omschrijving | Land                                 | Jaartal                  | Afbeelding                                                      |
| ------------------------------------------------------------------------ | --- | ------------------------------------ | ------------------------ | --------------------------------------------------------------- |
| Iso-polyfone volksmuziek                                                 | UNESCO: Frans: Isopolyphonie; Engels: Iso-polyphony | Albanië                              | 2005 (& 2008)            |                                                                 |
| Ahellil uit Gourara                                                      | poëzie, dans en liederen | Algerije                             | 2005 (& 2008)            |                                                                 |
| Tango                                                                    | dans | Argentinië - Uruguay                 | 2009                     |                                                                 |
| De Chatsjkar                                                             | Gedenkstenen | Armenië                              | 2005 (& 2008)            |                                                                 |
| Duduk                                                                    | blaasinstrument, muziek | Armenië                              | 2005 (& 2008)            |                                                                 |
| Ashiqs                                                                   | Troubadours en hun muziek | Azerbeidzjan                         | 2009                     |                                                                 |
| Azerbeidzjaanse tapijtweverij                                            | Handgeweven textiel | Azerbeidzjan                         | 2010                     |                                                                 |
| Mugham                                                                   | muziek, zang | Azerbeidzjan                         | 2003 (& 2008)            |                                                                 |
| Noroez                                                                   | Nieuwjaars- en lentefeest in India, Iran, Kirgizië, Oezbekistan, Pakistan, Turkije | Azerbeidzjan + 6 landen,             | 2009                     |                                                                 |
| Baul-liederen                                                            | mystieke muziek | Bangladesh                           | 2005 (& 2008)            |                                                                 |
| Belgische biercultuur                                                    | alcoholische drank | België                               | 2016                     | Belgian Beers                                                   |
| Beiaardcultuur                                                           | muziek en architectuur | België                               | 2014                     | Beiaard Zottegem 0200 0100 07                                   |
| Garnaalvisserij te paard in Oostduinkerke                                | Vissen op garnalen met trekpaard en sleepnet. UNESCO: Engels: Shrimp fishing on horseback in Oostduinkerke; Frans: La pêche aux crevettes à cheval à Oostduinkerke                                       | België                               | 2013                     | Garnaalvissers te paard Oostduinkerke, België 02                |
| Valkerij                                                                 | De kunst van het vangen en africhten van valken ten behoeve van de jacht. UNESCO: Engels: A living human heritage'; Frans: Un patrimoine humain vivant                                                   | België                               | 2012                     |                                                                 |
| Jachthoornblazen op Franse hoorn                                         | De muziekkunst van het jachthoornblazen | België                               | 2020                     | Hunters signal horn-Sygnalowka                                  |
| Marches de l'Entre-Sambre-et-Meuse                                       | Folkloristische stoet in Tussen-Samber-en-Maas. UNESCO: Engels: Marches of Entre-Sambre-et-Meuse; Frans: Marches de l'Entre-Sambre-et-Meuse                                                              | België                               | 2012                     |                                                                 |
| Jaartallen van Leuven                                                    | Het stichten van een vriendenkring louter op basis van het gemeenschappelijk geboortejaar. UNESCO: Engels: Leuven age set ritual repertoire; Frans: Le répertoire du rituel des classes d’âge de Louvain | België                               | 2011                     | Stadhuis Raadskelders Jaartallen2                               |
| Vlaamse volksspelen                                                      | Programma ter behoud van traditionele Vlaamse spelen. UNESCO: Engels: A programme of cultivating ludodiversity in Flanders; Frans: Un programme pour cultiver la ludodiversité en Flandre                | België                               | 2011                     |                                                                 |
| Carnaval van Aalst                                                       | Carnaval | België                               | 2010                     |                                                                 |
| Houtem Jaarmarkt                                                         | Jaar- en veemarkt | België                               | 2010                     | Houtem Jaarmarkt 2024 03                                        |
| Feest van Krakelingen en Tonnekensbrand in Geraardsbergen                | Eeuwenoud brood- en vuurfeest in Geraardsbergen. UNESCO: Engels: End-of-winter bread and fire feast at Geraardsbergen; Frans: Fête du feu et du pain de la fin de l’hiver à Grammont                     | België                               | 2010                     |                                                                 |
| Heilig Bloedprocessie van Brugge                                         | Jaarlijkse processie rond de reliek van het Heilig Bloed te Brugge. UNESCO: Engels: Procession of the Holy Blood; Frans: La procession du Saint-Sang                                                     | België                               | 2009                     |                                                                 |
| Carnaval van Binche                                                      | Carnaval in Binche met de Gilles | België                               | 2003 (& 2008)            |                                                                 |
| Stadsreuzen en drakenfiguren                                             | gebruikt in processies | België en Frankrijk                  | 2005 (& 2008)            |                                                                 |
| Ros Beiaard (Dendermonde)                                                | Deel van “Stadsreuzen en Drakenfiguren” | België                               | 2005 (& 2008)            |                                                                 |
| Ducasse van Aat (geschrapt in 2022)                                      | Deel van “Stadsreuzen en Drakenfiguren” | België                               | 2005 (& 2008) (tot 2022) |                                                                 |
| Ducasse van Bergen                                                       | Deel van “Stadsreuzen en Drakenfiguren” | België                               | 2005 (& 2008)            |                                                                 |
| Garifuna (taal) en Garifuna (muziek)                                     | spraak, dans en muziek van de Garifuna | Belize, Honduras, Nicaragua          | 2001 (& 2008)            |                                                                 |
| Gelede-ritueel                                                           | maskerdans van de Yoruba | Benin, Nigeria, Togo                 | 2001 (& 2008)            |                                                                 |
| Drametse Ngacham                                                         | maskerdans van de trommel | Bhutan                               | 2005 (& 2008)            |                                                                 |
| Erfgoed van de Aymara                                                    | carnaval rond Pachamama (Moeder Aarde, omgevormd tot de Maagd Maria) en Tio Supay | Bolivia, Chili, Peru                 | 2009                     |                                                                 |
| Carnaval van Oruro                                                       | carnaval rond Pachamama (Moeder Aarde, omgevormd tot de Maagd Maria) en Tio Supay | Bolivia                              | 2001 (& 2008)            |                                                                 |
| Wereldbeeld van de Kallawaya                                             | mythen, rituelen, medicijnen uit de Andes | Bolivia                              | 2003 (& 2008)            |                                                                 |
| Openluchtmuseum van de Fandango                                          | Een circuit van bezoeken en uitwisseling van ervaringen | Brazilië                             | 2011                     | Fandango; tekening door Pierre Chasselat (1753-1814)            |
| Kusiwa                                                                   | verbale en grafische expressie door de Wajapi | Brazilië                             | 2003 (& 2008)            |                                                                 |
| Oproep door het Programa Nacional de Patrimônio Imaterial                | Inzameling van cultuurprojecten | Brazilië                             | 2011                     |                                                                 |
| Samba de Roda                                                            | Kringsamba van Recôncavo de Bahia | Brazilië                             | 2005 (& 2008)            |                                                                 |
| Yaokwa, ritueel van de Enawene Nawe                                      | Verbindt lokale biodiversiteit met een symbolische kosmologie | Brazilië                             | 2011                     |                                                                 |
| Bistritsa Babi                                                           | Gezang, dans en rituelen uit de regio Shoplouk | Bulgarije                            | 2005 (& 2008)            |                                                                 |
| Nestinarstvo                                                             | vuurdans in Bulgari | Bulgarije                            | 2009                     |                                                                 |
| Koninklijk Ballet van Cambodja                                           | klassieke dans van de Khmer | Cambodja                             | 2003 (& 2008)            |                                                                 |
| Sbek Thom                                                                | poppentheater, schimmenspel van de Khmer | Cambodja                             | 2005 (& 2008)            |                                                                 |
| Polyfone gezangen van het Akavolk                                        | vierstemmig contrapuntisch | Centraal-Afrikaanse Republiek        | 2003 (& 2008)            |                                                                 |
| Acupunctuur en Moxibustie                                                | traditionele geneeskunde | China                                | 2010                     | Doctors will cure people's diseases.                            |
| Boerendans                                                               | dans van de Koreaanse etnische groep | China                                | 2009                     |                                                                 |
| Celadon uit Longquan                                                     | techniek van het maken van aardewerk | China                                | 2009                     |                                                                 |
| Grote Lied van de Dong                                                   | Zonder instrumentale begeleiding, zonder dirigent | China                                | 2009                     |                                                                 |
| Drakenbootfestival                                                       | festival | China                                | 2009                     | Dragon Boat Festival in Datang 002                              |
| Drukken met losse houten letters                                         | Druktechniek | China                                | 2010                     |                                                                 |
| Epos van koning Gesar                                                    | Traditie bij etnische Tibetanen, Mongoliërs en Tu | China                                | 2009                     |                                                                 |
| Guqin en zijn muziek                                                     | de citer, een antiek muziekinstrument | China                                | 2003 (& 2008)            |                                                                 |
| Houten boogbruggen                                                       | Provincies Fujian en Zhejiang | China                                | 2009                     |                                                                 |
| Houtsnedetechniek                                                        | Druktechniek | China                                | 2009                     |                                                                 |
| Hua'er                                                                   | Traditionele wijsjes, geïmproviseerd teksten | China                                | 2009                     |                                                                 |
| Chinese kalligrafie                                                      | Vijf schrijfstijlen | China                                | 2009                     | Letter by Ouyang Xiu                                            |
| Khoomei                                                                  | Mongoolse keelzang | China                                | 2009                     |                                                                 |
| Kun Qu-opera van Kunshan                                                 | melodie kunqiang | China                                | 2001 (& 2008)            |                                                                 |
| Li-textiel                                                               | Provincie Hainan | China                                | 2009                     |                                                                 |
| De held Manas                                                            | epos, etnische Kirgiezen | China                                | 2009                     |                                                                 |
| Matsu                                                                    | Godin van de zee, geloof en gebruiken | China                                | 2009                     |                                                                 |
| Meshrep                                                                  | muziek, dans, theater, verspreid bij de Oeigoeren | China                                | 2010                     |                                                                 |
| Nanyin                                                                   | Trage, eenvoudige, elegante melodieën van de Minnan | China                                | 2009                     |                                                                 |
| Nieuwjaarsfestival van de Qiang                                          | Zang en het offer van een geit van de Qiang | China                                | 2009                     |                                                                 |
| Oeigoerse Muqam uit Xinjiang                                             | Zang en dans | China                                | 2005 (& 2008)            |                                                                 |
| Papierknipkunst in China                                                 | Talloze technieken | China                                | 2009                     |                                                                 |
| Peking-opera                                                             | Met zang, verhalen, beweging, krijgskunsten | China                                | 2010                     |                                                                 |
| Rumba                                                                    | muziek- en dansvorm | Cuba                                 | 2016                     | Rumba Balan Bezzubova 0816                                      |
| Regong-kunst                                                             | plastische kunsten | China                                | 2009                     |                                                                 |
| Schaduwpoppenspel                                                        | Poppenspel | China                                | 2010                     |                                                                 |
| Tibetaanse opera                                                         | opera | China                                | 2009                     |                                                                 |
| Urtiin Duu                                                               | lyrische gezangen van de Mongoolse nomaden | China, Mongolië                      | 2005 (& 2008)            |                                                                 |
| Chinese vakwerkbouw                                                      | Kolommen, balken, lintelen, consolen | China                                | {                        |                                                                 |
| Waterdichte schotten bij jonken                                          | Zeevaartuigen | China                                | 2010                     |                                                                 |
| Wind- en percussie-instrumenten uit Xi'an                                | muzikaal genre | China                                | 2009                     |                                                                 |
| Xuan-papier                                                              | handgemaakt bijzonder papier | China                                | 2009                     |                                                                 |
| Yimakan van de Hezhen                                                    | Mondelinge verhalen, gedichten en proza | China                                | 2011                     |                                                                 |
| Yunjin brocade uit Nanjing                                               | Weefsel met zijdedraad, gouddraad, pauwenveren | China                                | 2009                     |                                                                 |
| Zegelgraveerkunst                                                        | Een hoeksteen van de Chinese schone kunsten | China                                | 2009                     |                                                                 |
| Zijdecultuur en -handwerk                                                | Zeer oude traditie | China                                | 2009                     | Fragment zijde met veelkleurig borduurwerk in zijde, BK-NM-3685 |
| Yueju-opera                                                              | Met stunts en gevechtstechnieken | China                                | 2009                     |                                                                 |
| Carnaval van Barranquilla                                                | carnaval | Colombia                             | 2003 (& 2008)            |                                                                 |
| Carnaval de Negros y Blancos                                             | carnaval in San Juan de Pasto | Colombia                             | 2009                     |                                                                 |
| Heilige Weekprocessie                                                    | Vijf processies in Popayán | Colombia                             | 2009                     |                                                                 |
| Kennis van de Jaguar-sjamanen van Yurupari                               | Geestelijke mediums | Colombia                             | {                        |                                                                 |
| Marimbamuziek                                                            | Muziek en gezangen uit de Pacífico Sur | Colombia                             | 2010                     |                                                                 |
| Palenque de San Basilio                                                  | cultuurgoed met Afrikaanse wortels | Colombia                             | 2005 (& 2008)            |                                                                 |
| Wayuu-wetgeving van de Pütchipü’üi                                       | Lokale wijzen, palabreros (redenaars) genoemd | Colombia                             | 2010                     |                                                                 |
| Beschilderde ossenkarren                                                 | Schilderingen en versieringen op ossenkarren (carretas) | Costa Rica                           | 2005 (& 2008)            |                                                                 |
| La Tumba Francesa                                                        | muziek en dans | Cuba                                 | 2003 (& 2008)            |                                                                 |
| Lefkaritika, kant uit Lefkara                                            | techniek van kantklossen | Cyprus                               | 2009                     |                                                                 |
| Tsiattista                                                               | Improvisatietheater | Cyprus                               | 2011                     |                                                                 |
| Cocolo                                                                   | Danstheater, afkomstig uit de Britse Caraïben | Dominicaanse Republiek               | 2005 (& 2008)            |                                                                 |
| Broederschap van de Heilige Geest van de Congos uit Villa Mella          | cultuur | Dominicaanse Republiek               | 2001 (& 2008)            |                                                                 |
| Erfgoed en cultuur van het Zápara-volk                                   | Mondelinge overlevering en culturele manifestaties | Ecuador en Peru                      | 2001 (& 2008)            |                                                                 |
| Al-Sira al-Hilaliya                                                      | epos, muzikale beschrijving van de migratie van de Hilal-stam uit het Arabisch schiereiland naar Noord-Afrika                                                                                            | Egypte                               | 2003 (& 2008)            |                                                                 |
| Cultuur uit Kihnu                                                        | ceremoniële praktijken, kleding, muziek, spelen, handwerk | Estland                              | 2003 (& 2008)            |                                                                 |
| Leelo van de Seto-gemeenschap                                            | polifoonzang | Estland                              | 2009                     |                                                                 |
| Baltische zang en dans                                                   | Festivals met 40.000 uitvoerders (waaronder het Estische Zangfeest) | Estland, Letland, Litouwen           | 2003 (& 2008)            |                                                                 |
| Daranden-epos van de Maranao van het Lanao-meer                          | heldenepos | Filipijnen                           | 2005 (& 2008)            |                                                                 |
| Hudhud van de Ifugao-gemeenschap                                         | verhalend gezang | Filipijnen                           | 2001 (& 2008)            |                                                                 |
| Aubussontapijt                                                           | techniek van tapijtweven | Frankrijk                            | 2009                     |                                                                 |
| Cantu in Paghjella uit Corsica                                           | A capella, voor heren | Frankrijk                            | 2009                     |                                                                 |
| Compagnonnage                                                            | Overbrenging van vakkennis door stages | Frankrijk                            | 2010                     |                                                                 |
| Franse gastronomie                                                       | Levensmomenten vieren | Frankrijk                            | 2010                     |                                                                 |
| Maloya                                                                   | muziek en dans uit Réunion | Frankrijk                            | 2009                     |                                                                 |
| Naaldenkant van Alençon                                                  | techniek van kantklossen | Frankrijk                            | 2010                     |                                                                 |
| Franse rijkunst                                                          | Paardensport | Frankrijk                            | 2010                     |                                                                 |
| Tracé-traditie in vakwerkbouw                                            | Ontwerptekenen | Frankrijk                            | 2009                     |                                                                 |
| Kankurang van de Mandinka                                                | maskerdans, initiatie-ritueel | Gambia en Senegal                    | 2005 (& 2008)            |                                                                 |
| Georgische polyfonie                                                     | Polyfone zang, waaronder de Tsjakroelo | Georgië                              | ]                        |                                                                 |
| Middellandse Zee-leefregel                                               | Eet- en leefgewoonten | Griekenland, Italië, Marokko, Spanje | 2010                     |                                                                 |
| Rabinal Achí                                                             | masker- en tromdans, theater, muziek | Guatemala                            | 2005 (& 2008)            |                                                                 |
| Sosso-Bala                                                               | rituele plek waar het heilige instrument „Sosso-Bala“ (balafoon) bewaard wordt | Guinea                               | 2001 (& 2008)            |                                                                 |
| Busó in Mohács                                                           | carnaval | Hongarije                            | 2009                     |                                                                 |
| Methode Táncház                                                          | Folklore-onderwijs | Hongarije                            | 2011                     |                                                                 |
| Chhau-dans                                                               | opvoering van episoden uit epossen | India                                | 2010                     |                                                                 |
| Zang en dans van de Kalbelia uit Rajasthan                               | Slangendans | India                                | 2010                     |                                                                 |
| Mudiyettu uit Kerala                                                     | Ritueel theater en dansdrama | India                                | 2010                     |                                                                 |
| Ramlila                                                                  | opvoering van de Ramayana | India                                | 2005 (& 2008)            |                                                                 |
| Ramman uit de Garhwal - Himalaya                                         | Vedisch (Oudindisch) ritueel gezang | India                                | 2003 (& 2008)            |                                                                 |
| Sanskriet theater Kutiyattam                                             | theater | India                                | 2001 (& 2008)            |                                                                 |
| Veda                                                                     | Vedisch (Oudindisch) ritueel gezang | India                                | 2003 (& 2008)            |                                                                 |
| Yoga                                                                     | Hindoeïstische filosofie en een vorm van lichaamsbeweging | India                                | 2016                     | Yoga teacher Yash Moradiya                                      |
| Angkloeng                                                                | Muziekinstrument | Indonesië                            | 2010                     |                                                                 |
| Batik                                                                    | techniek en symbolisme | Indonesië                            | 2009                     |                                                                 |
| Vorming in Batik                                                         | Met het Museum van de Batik in Pekalongan | Indonesië                            | 2009                     |                                                                 |
| Indonesische kris                                                        | ritueel wapen | Indonesië                            | 2005 (& 2008)            |                                                                 |
| Saman-dans                                                               | De Gayo in Atjeh (Aceh) | Indonesië                            | 2011                     |                                                                 |
| Wajang-poppentheater                                                     | schimmenspel | Indonesië                            | 2003 (& 2008)            |                                                                 |
| Maqam                                                                    | muzieksysteem | Irak                                 | 2003 (& 2008)            |                                                                 |
| Muziek van de Bakhshi van Khorasan                                       | Vertolking van islamitisch en gnostisch dichtwerk | Iran                                 | 2010                     |                                                                 |
| Tapijtweven in Fars                                                      | Weefgetouw op de grond | Iran                                 | 2010                     |                                                                 |
| Tapijtweven in Kashan                                                    | Farsi-weefstijl (asymmetrische knoop) | Iran                                 | 2010                     |                                                                 |
| Lenj-boten in de Perzische Golf                                          | scheepsbouw, navigatie, festivals | Iran                                 | 2011                     |                                                                 |
| Naqqāli                                                                  | Dramatische vertelling | Iran                                 | 2011                     |                                                                 |
| Pahlevani- en Zoorkhanei-Rituelen                                        | Gevechtskunst en literatuur | Iran                                 | 2010                     |                                                                 |
| De Radif                                                                 | De essentie van de Perzische muziekcultuur | Iran                                 | 2009                     |                                                                 |
| De Ta‘zīye (ook Taziyeh)                                                 | Dramatische rituele kunst | Iran                                 | 2010                     |                                                                 |
| Canto a Tenore                                                           | Vierstemmig gezang uit Sardinië, uitgevoerd door een koor van vier mannen | Italië                               | 2005 (& 2008)            |                                                                 |
| Opera dei Pupi                                                           | marionettentheater | Italië                               | 2001 (& 2008)            |                                                                 |
| De Gbofe van Afounkaha                                                   | Muziek met de transversale hoorns | Ivoorkust                            | 2001 (& 2008)            |                                                                 |
| Tradities van de Marrons in Moore Town                                   | Specifieke dansen, gezangen en trommelritmes | Jamaica                              | 2003 (& 2008)            |                                                                 |
| Reggae                                                                   | Muziek | Jamaica                              | 2018                     |                                                                 |
| Ainu-dans                                                                | Traditionele dans in een cirkel | Japan                                | 2009                     |                                                                 |
| Akiu no Taue Odori                                                       | Dans, gebed voor een goede oogst. | Japan                                | 2009                     |                                                                 |
| Chakkirako                                                               | Nieuwjaarsdans en -zang door vrouwen. | Japan                                | 2009                     |                                                                 |
| Daimokutate                                                              | Gesproken alfabetspel | Japan                                | 2009                     |                                                                 |
| Dainichido Bugaku                                                        | Gewijde nieuwjaarsdansen | Japan                                | 2009                     |                                                                 |
| Gagaku                                                                   | Lange langzame gezangen en dansachtige bewegingen | Japan                                | 2009                     |                                                                 |
| Hayachine Kagura                                                         | Gemaskerde dansers met trommels, cimbalen en fluit | Japan                                | 2009                     |                                                                 |
| Hitachi Furyumono                                                        | Optocht in Hitachi tijdens het Kersenbloesemfestival | Japan                                | 2009                     |                                                                 |
| Kabuki                                                                   | theater | Japan                                | 2005 (& 2008)            |                                                                 |
| Koshikijima no Toshidon                                                  | ritueel | Japan                                | 2009                     |                                                                 |
| Kumiodori op Okinawa                                                     | Uitvoerende kunst, plaatselijke geschiedenis of legenden | Japan                                | 2010                     |                                                                 |
| Mibu no Hana Taue in Mibu                                                | Ritueel rijst overplanten. | Japan                                | 2011                     |                                                                 |
| Ningyo Johruri Bunraku                                                   | poppentheater | Japan                                | 2003 (& 2008)            |                                                                 |
| Nogaku-theater                                                           | No (met maskers) en Kyogen (met poppen) | Japan                                | 2001 (& 2008)            |                                                                 |
| Ojiya-chijimi, Echigo-jofu                                               | Ramee-weven in de Uonuma-regio | Japan                                | 2009                     |                                                                 |
| Oku-noto no Aenokoto                                                     | Ritueel van de rijstboeren | Japan                                | 2009                     |                                                                 |
| Sada Shin Noh in het heiligdom van Sada in Shimane                       | Gewijde dans | Japan                                | 2011                     |                                                                 |
| Sekishu-Banshi                                                           | papier scheppen, Iwami regio | Japan                                | 2009                     |                                                                 |
| Yamahoko                                                                 | drijvende constructie bij een processie tijdens het Gion festival in Kioto | Japan                                | 2009                     |                                                                 |
| Yuki-tsumugi                                                             | Zijdeproductietechniek aan de rivier Kuni. | Japan                                | 2010                     |                                                                 |
| Gezangen van Sana’a                                                      | Opgevoerd tijdens ceremonie of ritueel | Jemen                                | 2003 (& 2008)            |                                                                 |
| Cultuur van de Bedoeïenen uit Petra en Wadi Rum                          | cultuurruimte | Jordanië                             | 2005 (& 2008)            |                                                                 |
| Morna                                                                    | Muzikale traditie en praktijk uit Kaapverdië | Kaapverdië                           | 2019                     |                                                                 |
| Kaya’s in de Gewijde Wouden van de Mijikenda                             | Versterkte woongebieden | Kenia                                | 2009                     |                                                                 |
| De kunsten van de Akyn                                                   | dichtkunst | Kirgizië                             | 2003 (& 2008)            |                                                                 |
| Becaraczang van Oost-Kroatië                                             | Humoristische Volkszang | Kroatië                              | 2011                     |                                                                 |
| Bellersoptocht tijdens Carnaval in de Kastav-regio                       | nieuwjaarscarnaval | Kroatië                              | 2009                     |                                                                 |
| Sint-Blasiusfeest in Dubrovnik                                           | Patroon tegen keelkwalen | Kroatië                              | 2009                     |                                                                 |
| Kroatische kant                                                          | In Pag, Lepoglava en Hvar | Kroatië                              | 2009                     |                                                                 |
| Lenteprocessie van Ljelje / Kraljice uit Gorjani                         | Pinksteroptocht | Kroatië                              | 2009                     |                                                                 |
| Houten kinderspeelgoed in Hrvatsko Zagorje                               | Nabij de bedevaartweg naar Marija Bistrica | Kroatië                              | 2009                     |                                                                 |
| Nijemo Kolo uit het achterland van Dalmatië                              | Stille rondedans | Kroatië                              | 2011                     |                                                                 |
| Ojkanje-zang                                                             | Tweestemmig | Kroatië                              | 2010                     |                                                                 |
| Peperkoek in Noord-Kroatië                                               | Versierd met beelden, spiegeltjes en versjes | Kroatië                              | 2010                     |                                                                 |
| Ruitertournooi in Sinj                                                   | Galop in de stad | Kroatië                              | 2010                     |                                                                 |
| Processie Za Krizen op Hvar                                              | Kruisweg | Kroatië                              | 2009                     |                                                                 |
| Tweestemmigheid in de Istrische toonladder                               | Krachtige, licht nasale zang | Kroatië                              | 2009                     |                                                                 |
| Cultuur van de Suiti                                                     | Litouwse tradities | Letland                              | 2009                     |                                                                 |
| Vervaardiging en symboliek van kruizen                                   | houtsnijkunst en symboliek | Litouwen                             | 2001 (& 2008)            |                                                                 |
| Sutartinės uit Litouwen                                                  | Polyfone zang door vrouwen. | Litouwen                             | 2010                     |                                                                 |
| Processie van Echternach                                                 | Springprocessie | Luxemburg                            | 2010                     |                                                                 |
| Houtsnijwerk van de Zafimaniry                                           | de kennis van de Zafimaniry over houtsnijwerk | Madagaskar                           | 2003 (& 2008)            |                                                                 |
| Gule Wamkulu                                                             | dansritueel | Malawi, Mozambique, Zambia           | 2005 (& 2008)            |                                                                 |
| Vimbuza                                                                  | genezingsdans | Malawi                               | 2005 (& 2008)            |                                                                 |
| Mak Yong                                                                 | theater, genezingsritueel | Maleisië                             | 2005 (& 2008)            |                                                                 |
| De Balafon van de Sénoufo-gemeenschap                                    | een pentatonische xylofoon | Mali, Burkina Faso                   | 2011                     |                                                                 |
| Charter van Mandén uit Kurukan Fuga                                      | Oude grondwet | Mali                                 | 2009                     |                                                                 |
| Zevenjaarlijkse dakdekking van de Kamablon, in Kangaba                   | Gebouw uit 1653 | Mali                                 | 2009                     |                                                                 |
| Kôrêdugaw-genootschap                                                    | Wijsheidsritus | Mali                                 | 2011                     |                                                                 |
| Sanké mon                                                                | collectief visritueel van de San | Mali                                 | 2009                     |                                                                 |
| Yaaral en Degal                                                          | cultuur | Mali                                 | 2005 (& 2008)            |                                                                 |
| Jemaa el-Fna                                                             | cultuur in Marrakesh | Marokko                              | 2001 (& 2008)            |                                                                 |
| Moussem van Tan-Tan                                                      | Jaarlijks festival | Marokko                              | 2005 (& 2008)            |                                                                 |
| T'heydinne                                                               | Moors epos | Mauritanië                           | 2005 (& 2008)            |                                                                 |
| Dag van de Doden                                                         | feest- en herdenkingsdag | Mexico                               | 2003 (& 2008)            |                                                                 |
| Mariachi                                                                 | Snaarmuziek, zang en trompet | Mexico                               | 2010                     |                                                                 |
| Het model van Michoacán                                                  | Kookkunst | Mexico                               | 2010                     |                                                                 |
| Peña de Bernal, monoliet                                                 | Processie van de Otomí-Chichimecas-gemeenschap uit Tolimán | Mexico                               | 2009                     |                                                                 |
| Parachicos in Chiapa de Corzo                                            | Januarifeest | Mexico                               | 2010                     |                                                                 |
| Pirekua van de P’urhépecha                                               | Traditionele muziek door gemengde koren | Mexico                               | 2010                     |                                                                 |
| Danza de los voladores                                                   | Rituele ceremonie van de “vliegers”, Totonaken | Mexico                               | 2009                     |                                                                 |
| Talavera                                                                 | Gedecoreerd, geglazuurd aardewerk uit Puebla | Mexico Spanje                        | 2019                     |                                                                 |
| Biyelgee                                                                 | Volksdans | Mongolië                             | 2009                     |                                                                 |
| Khöömei                                                                  | Een vorm van zingen; natuurgeluiden imiteren | Mongolië                             | 2010                     |                                                                 |
| Limbe-fluit                                                              | Lange gezangen, circulaire ademhaling | Mongolië                             | 2011                     |                                                                 |
| Morin Khuur                                                              | muziekinstrument (een strijkinstrument met paardenkop (met spirituele functie)) en muziek | Mongolië                             | 2003 (& 2008)            |                                                                 |
| Naadam-festival                                                          | Nationaal festival met drie volksspelen | Mongolië                             | 2010                     |                                                                 |
| Tsuur-muziek                                                             | Fluit en zang | Mongolië                             | 2009                     |                                                                 |
| Tuuli                                                                    | Heroïsche epiek | Mongolië                             | 2009                     |                                                                 |
| Chopi Timbila                                                            | muziek (orkest met xylofonen, dans, zang) | Mozambique                           | 2005 (& 2008)            |                                                                 |
| Molenaar                                                                 | Nederlands Molenaarsambacht | Nederland                            | 2017                     |                                                                 |
| Valkerij                                                                 | Nederland werd toegevoegd aan een aantal landen die de valkerij al op de lijst hadden | Nederland                            | 2021                     |                                                                 |
| Corsocultuur                                                             | koepel van 21 bloemen- en fruitcorso's | Nederland                            | 2021                     |                                                                 |
| Graslandbevloeiing                                                       | samen met België, Duitsland, Luxemburg, Italië, Oostenrijk en Zwitserland | Nederland                            | 2023                     |                                                                 |
| Zomercarnaval Rotterdam                                                  | [ 8 ] | Nederland                            | 2023                     |                                                                 |
| El Güegüense                                                             | satirisch drama | Nicaragua                            | 2005 (& 2008)            |                                                                 |
| Ifa-orakel                                                               | orakel | Nigeria                              | 2005 (& 2008)            |                                                                 |
| Ijele masquerade                                                         | Maskers van 4 meter hoog | Nigeria                              | 2009                     |                                                                 |
| Jultagi                                                                  | Koorddansen | Noord-Korea                          | 2011                     |                                                                 |
| Cultuur in Boysun                                                        | cultuur | Oezbekistan                          | 2001 (& 2008)            |                                                                 |
| Katta Ashula                                                             | Gezang, instrumentaal, poësie en heilige riten | Oezbekistan                          | 2009                     |                                                                 |
| Shashmaqom                                                               | muziek | Oezbekistan, Tadzjikistan            | 2003 (& 2008)            |                                                                 |
| Al-Bar'ah                                                                | Muziek en dans van de Dhofari-valleien | Oman                                 | 2010                     |                                                                 |
| Hikaye                                                                   | vertelvorm | Palestina                            | 2005 (& 2008)            |                                                                 |
| Eshuva van het Huachipaire-volk                                          | Gezongen gebeden in het Harákmbut | Peru                                 | 2011                     |                                                                 |
| Huaconada in Mito                                                        | Rituele dans | Peru                                 | 2010                     |                                                                 |
| De Heer van Qoyllurit’i-bedevaart                                        | Bedevaart naar een heiligdom | Peru                                 | 2011                     |                                                                 |
| Scharendans                                                              | Dans met twee bladen van gepolijst metaal | Peru                                 | 2010                     |                                                                 |
| Taquile Textielkunst                                                     | textielkunst van de Taquile | Peru                                 | 2005 (& 2008)            |                                                                 |
| Cante alentejano                                                         | Traditionele polyfone koorzang uit de regio Alentejo | Portugal                             | 2014                     |                                                                 |
| Fado                                                                     | Muziek en poëzie | Portugal                             | 2011                     |                                                                 |
| Căluş                                                                    | spel, parodie, gezang en rituele dans, een soort Morris dance | Roemenië                             | 2005 (& 2008)            |                                                                 |
| Doina                                                                    | Plechtige muziek | Roemenië                             | 2009                     |                                                                 |
| Oloncho                                                                  | een dichtvorm van de Jakoeten | Rusland                              | 2005 (& 2008)            |                                                                 |
| Cultuur van het Semejskije-volk                                          | cultuur en mondelinge overlevering | Rusland                              | 2001 (& 2008)            |                                                                 |
| Fujara                                                                   | muziekinstrument (fluit) en muziek | Slowakije                            | 2005 (& 2008)            |                                                                 |
| Mysterie van Elche                                                       | lyrisch drama uit de Middeleeuwen | Spanje                               | 2001 (& 2008)            |                                                                 |
| Flamenco                                                                 | traditionele muziek, zang en dans | Spanje                               | 2010                     |                                                                 |
| Artisanale kalkbewerking in Moron de la Frontera                         | Opleving van vakmanschap | Spanje                               | 2011                     |                                                                 |
| la Mare de Déu de la Salut in Algemesí                                   | Theater, muziek en dans | Spanje                               | 2010                     |                                                                 |
| Patum van Berga                                                          | traditioneel festival in Catalonië | Spanje                               | 2005 (& 2008)            |                                                                 |
| Schoolmuseum van Pusol                                                   | Educatieproject | Spanje                               | 2009                     |                                                                 |
| Het Lied van de Sibille                                                  | traditionele gregoriaans-achtige zang uit Mallorca die wordt gezongen tijdens de kerstnachtmis | Spanje                               | 2010                     |                                                                 |
| Silbo Gomero                                                             | Fluittaal uit La Gomera | Spanje                               | 2009                     |                                                                 |
| Tribunal de las Aguas in Valencia en Consejo de Hombres Buenos in Murcia | Watertribunalen | Spanje                               | 2009                     |                                                                 |
| Castells (menselijke torens)                                             | Zes à tien lagen, in Catalonië | Spanje                               | 2010                     |                                                                 |
| Fallas                                                                   | Traditioneel festival in Valencia | Spanje                               | 2016                     |                                                                 |
| Lakalaka                                                                 | Dans- en spreek-gezang | Tonga                                | 2003 (& 2008)            |                                                                 |
| Ruiterstoet van de Koningen                                              | Onderdeel van de Pinkstertradities | Tsjechië                             | 2011                     |                                                                 |
| Slovácký verbuňk                                                         | Dans van de rekruten | Tsjechië                             | 2005 (& 2008)            |                                                                 |
| Vastenavondoptocht in de Hlinecko-regio                                  | Van deur tot deur en gemaskerd | Tsjechië                             | 2010                     |                                                                 |
| Âşıklık                                                                  | traditie van de minstrelen | Turkije                              | 2009                     |                                                                 |
| Karagöz en Hacivat                                                       | poppentheater, schimmenspel | Turkije                              | 2009                     |                                                                 |
| Keşkek                                                                   | Feesttafel | Turkije                              | 2011                     |                                                                 |
| Kırkpınar                                                                | Olieworstelen | Turkije                              | 2010                     |                                                                 |
| Meddah                                                                   | vertelkunstenaars | Turkije                              | 2003 (& 2008)            |                                                                 |
| Mevlevi-Sema                                                             | draaiende derwisjen | Turkije                              | 2005 (& 2008)            |                                                                 |
| Semah, ritueel van de Alevi-Bektaşi                                      | Mystieke en esthetische dansbewegingen | Turkije                              | 2010                     |                                                                 |
| Sohbet                                                                   | Ontmoetingen met muziek, dans en spelen | Turkije                              | 2010                     |                                                                 |
| Schorsweefsels                                                           | Kunst van handwerk en kleding maken van schors | Uganda                               | 2005 (& 2008)            |                                                                 |
| Candombe                                                                 | Muziekstijl | Uruguay                              | 2009                     |                                                                 |
| Rituele zandtekeningen                                                   | | Vanuatu                              | 2003 (& 2008)            |                                                                 |
| Al Sadu                                                                  | Traditioneel weven | Verenigde Arabische Emiraten         | 2011                     |                                                                 |
| Ca trù                                                                   | lied | Vietnam                              | 2009                     |                                                                 |
| Gong-cultuur                                                             | Een taal tussen mensen, godheden en de bovennatuurlijke wereld | Vietnam                              | 2005 (& 2008)            |                                                                 |
| Gióngfeesten in Phù Ðông en in Sóc                                       | Ter ere van de mythische held Thánh Gióng | Vietnam                              | 2010                     |                                                                 |
| Nha Nhac                                                                 | ceremoniële muziek van het hof | Vietnam                              | 2003 (& 2008)            |                                                                 |
| Quan Họ Bắc Ninh                                                         | volksmuziek | Vietnam                              | 2009                     |                                                                 |
| Xoan-zang in Phú Thọ                                                     | Muzikanten en zangeressen | Vietnam                              | 2011                     |                                                                 |
| Kerst-Tsaren                                                             | Ritueel en feest in Semezjava (regio Minsk) | Wit-Rusland                          | 2009                     |                                                                 |
| Makishi-maskerade                                                        | maskerdans uitgevoerd aan het einde van het Mukanda initiatie ritueel | Zambia                               | 2005 (& 2008)            |                                                                 |
| Mbende-Jerusarema                                                        | muziek met acrobatische dans | Zimbabwe                             | 2005 (& 2008)            |                                                                 |
| Danoje                                                                   | vollemaansfeest, traditionele spelen en sjamanistische rituelen | Zuid-Korea                           | 2005 (& 2008)            |                                                                 |
| Pansori                                                                  | mimiek en percussie, mixvorm van folkloristische en hoofse muziek | Zuid-Korea                           | 2003 (& 2008)            |                                                                 |
| Jongmyo-schrijn                                                          | rituelen rondom koninklijke voorouders, voorouderverering, zang, dans en muziek | Zuid-Korea                           | 2001 (& 2008)            |                                                                 |
| Cheoyongmu                                                               | maskerdans, ritueel | Zuid-Korea                           | 2009                     |                                                                 |
| Ganggangsullae                                                           | ritueel | Zuid-Korea                           | 2009                     |                                                                 |
| Yeongdeunggut-ritus in Chilmeoridang                                     | Op het eiland Cheju, ter ere van de godheden | Zuid-Korea                           | 2009                     |                                                                 |
| Namsadang Nori                                                           | Clowntheater | Zuid-Korea                           | 2009                     |                                                                 |
| Daemokjang                                                               | Traditionele houten architectuur | Zuid-Korea                           | 2010                     |                                                                 |
| Gagok                                                                    | Lyrisch gezang met orkest | Zuid-Korea                           | 2010                     |                                                                 |
| Mosi-weving in de Hansan-regio                                           | Fijne ramee | Zuid-Korea                           | 2011                     |                                                                 |
| Taekkyeon                                                                | Vechtkunst | Zuid-Korea                           | 2011                     |                                                                 |
| Yeongsanjae                                                              | Overhandiging van de Sûtra op de top van de Vautour | Zuid-Korea                           | 2009                     |                                                                 |